# Satoru Oda
Satoru Oda (Japans: 尾田 悟, Oda Satoru) (Prefectuur Fukuoka, 27 september 1927 – 5 september 2016) was een Japanse tenorsaxofonist en arrangeur, die actief was in de jazz, easy listening en amusementsmuziek.

## Biografie
Satoru speelde vanaf de jaren 50 in de jazzscene van Tokio, onder meer met zangeres Martha Miyake. In 1967 maakte hij met Akira Miyazawa een easylistening-lp (むせびなくテナーサックス, Teichiku Records), met pop-klassiekers als "Smoke Gets in Your Eyes“ en "Fly Me to the Moon“ en jazznummers als "Autumn Leaves“ en "My Funny Valentine“. In de jaren 1964-1968 volgden albums als South Sea Island Magic en Tenor Sax Plays Japanese Hit Songs, ze verschenen op King Records onder de naam Satoru Oda and His Group with Strings. Daarna verschenen op King platen onder de naam Satoru Oda & His Group, zoals Tenor Sax in „Latin Mood“ (1964) en Double Deluxe/Tenor Sax No Miryoku (1969), met populaire filmthema's als "From Russia with Love“ en "Goldfinger“.  In de jaren 70 en 80 speelde hij met de groep Swing Session, met Teddy Wilson, Eiji Kitamura, Yuzuru Sera, Kohji Fujika, de Eiji Kitamura All Stars en met Raymond Conde.
Onder eigen naam verscheen de in 1976 opgenomen plaat Live at the New Five Spot, hij is hierop in verschillende bezettingen te horen met Ichiro Masuda, Keiko Nemoto, Ikuo Shiozaki, Seiji Okamura, Nagamasa Harada, Toshihilo Itoh, Taketoshi Igarashi en Kaoru Ishiuda. Eind 1982 ontstond de plaat All of Me, gemaakt met Teddy Wilson, Yukio Ikezawa en Tsuyoshi Watanabe. Vanaf 1988 dook hij meerdere keren met Hank Jones in de studio, te horen op de duo-plaat Lover Man (Paddle Wheel), de albums Gi-n-ma-ku Vol.1/2 (1991, met Ken Peplowski, Marcus McLaurine, Keith Copeland) en Standard Jazz for Lovers Vol. 1/2 (1992, met Warren Vaché, Mads Vinding, Billy Hart) resp. Vol. 3/4, met George Mraz en Lewis Nash in de ritmegroep. In de jaren 90 werkte hij verder met Slide Hampton. Volgens discograaf Tom Lord was Oda in de jazz tussen 1958 en 2001 betrokken bij 29 opnamesessies.

## Discografie (selectie)
- Satoru Oda & Hank Jones Great Jazz Quintet: Satolism (Venus, 1994), met Slide Hampton, Hank Jones, Andy McKee, Lewis Nash
- From Kansas to Be-bop (Audio Park, 1995), met Toshihiko Ogawa, Eiji Nonaka, Masahiro Tajika
- Swing and Swing, Joint Duo (Audio Park, 1996), met Yoshitaka Akimitsu
- Satoru Oda & European Jazz (2000), met Antoine Trommelen, Rik van den Bergh, Tomoko Chigara, Harry Kanters, Seiji Okamura, Eiji Nonaka, Bison Katayama
- Oda Satoru & European Jazz 2001 (2001), met Bert Boeren, Antoine Trommelen, Tomoko Chigara, Harry Kanters, Eiji Nonaka, Bison Katayama